# Kaspla (rzeka)
Kaspla (biał. i ros. Каспля) – rzeka w północno-wschodniej Białorusi (obwód witebski) i w zachodniej Rosji przeduralskiej (obwód smoleński), prawy dopływ Dźwiny w zlewisku Morza Bałtyckiego. Długość - 136 km (116 km w Rosji, 20 km na Białorusi), powierzchnia zlewni - 5410 km² (4897 km² w Rosji, 513 km²na Białorusi), średni przepływ u ujścia - 35 m³/s, nachylenie - 0,2‰. 
Wypływa z jeziora Kaspla na wschodnim skraju Wysoczyzny Witebskiej. Płynie na północ Równiną Suraską, przecina miasto Demidow, skręca na zachód i uchodzi do Dźwiny we wsi Suraż. Dolina szerokości 3 km w górnym biegu i 0,3-0,4 km w dolnym, szerokość koryta 10–50 m.
We wczesnym średniowieczu biegł nią szlak handlowy od Waregów do Greków.